# Bonga
Bonga este un oraș din zona Keffa, Etiopia. În 2007 avea 20.858 de locuitori.